# Regierungsbunker
Regierungsbunker sind Schutzbauten für die Regierung eines Staates. Sie sollen die Handlungsfähigkeit des Staates insbesondere im Falle eines Krieges, aber auch bei sonstigen Krisen und Katastrophen sicherstellen.
Moderne Regierungsbunker können aus Beton oder in Felskavernen errichtet werden. Bei der Erstellung, die in der Regel unter Tage erfolgt, wird besonders auf einen hohen Schutz geachtet. Regierungsbunker aus der Zeit des Kalten Krieges sollten einen Angriff mit Kernwaffen überstehen und ein autarkes Überleben für eine bestimmte Zeit ermöglichen.
Neben Bunkern für die Regierung wurden auch Schutzbauten für die Führung der Streitkräfte oder andere Einrichtungen der Daseinsvorsorge (Zivilschutz, Zahlungsverkehr) errichtet. 

## Deutschland
In Deutschland gab es neben dem Ausweichsitz der Verfassungsorgane des Bundes teilweise auch Schutzbauten für die Landesregierungen. Einige ehemalige Bunker sind heute Dokumentationsstätten oder Museen.
Ehemalige deutsche Regierungsbunker:
- Ausweichsitz der Verfassungsorgane des Bundes
- Ausweichsitz der Landesregierung Baden-Württemberg
- Ausweichsitz der Landesregierung Bayern
- Ausweichsitz der Landesregierung Hessen
- Ausweichsitz der Landesregierung Nordrhein-Westfalen
- Ausweichsitz der Landesregierung Rheinland-Pfalz
- Ausweichsitz der Landesregierung Saarland
- Ausweichsitze der Landesregierung Schleswig-Holstein
- Führerbunker

Es ist unbekannt, ob der Bund noch Ausweichsitze oder Schutzräume für Bundesbehörden und Verfassungsorgane bereithält. Die "Aufrechterhaltung der Staats- und Regierungsfunktionen", auch durch bauliche und technische Schutzmaßnahmen (unter anderem Bunker), ist jedoch ein Kernbestandteil der "Konzeption Zivile Verteidigung (KZV)" des Bundesministeriums des Innern (BMI).

## Schweiz
In der Schweiz existieren mehrere verwendungsbereite Regierungsbunker des Bundes und der Kantone, die als Führungsanlagen bezeichnet werden.
Die Schweizer Regierung würde bei einem Atomkrieg in der Führungsanlage K20 in der Nähe des Lötschbergtunnels Schutz suchen.
Die Informationen über nicht deklassifizierte Anlagen (d. h. auch die Anlage K20) unterstehen der Geheimhaltung nach dem Gesetz über den Schutz militärischer Anlagen und dürfen nicht veröffentlicht werden. In Einzelfällen wurden bereits Journalisten, die in den letzten Jahren über die Standorte der Einrichtungen informierten, deswegen zu Geldbußen verurteilt.

## Weitere bekannte Regierungsbunker
Weitere bekannte Regierungsbunker sind:
- Bunker Harnekop (DDR)
- Bunkerkomplex Greenbrier (USA)
- Mount Weather (USA)[8]
- Cabinet War Rooms (Großbritannien)
- Einsatzzentrale Basisraum (Österreich)
- Stalinbunker (Sowjetunion)
- "Poste de commandement Jupiter" (Frankreich)[8]